# Giovanni Domenico da Nola
Giovanni Domenico da Nola, también Nolla, (Nola, Italia, c. 1510-1520 – Nápoles, mayo de 1592) fue un compositor y poeta italiano del Renacimiento.

## Vida
Nació en la ciudad italiana de Nola. Fue miembro fundador de la Accademia dei Sereni en 1546-1547, donde conoció a Luigi Dentice y al Marchese della Terza, que fue mecenas de Orlando di Lasso. Fue nombrado maestro di cappella de la Basilica della Santissima Annunziata Maggiore en Nápoles el 1 de febrero de 1563, cargo que ocupó hasta su muerte 29 años después. También enseñó canto a las mujeres de los ospedali de la Annunziata y a los diáconos del seminario.

## Obra
La primera publicación de Nola consistió en dos libros de Canzoni villanesche en 1541, que contenían 31 villanesca y 11 mascheratas. Sus contemporáneos tenían estas creaciones en gran estima y compositores como Orlando di Lasso, Hubert Waelrant, Adrian Willaert, Baldassare Donato, Perissone Cambio y Antonio Scandello realizaron arreglos basados en estas obras. Desde el punto de vista lírico, las piezas son a menudo humorísticas y se basan en dialectos y dichos locales. Desde la perspectiva musical, las composiciones hacen un hábil uso de la imitación y de las quintas paralelas intencionadas. En 1545 Nola publicó una colección de madrigales. De las 29 piezas del libro, 22 son adaptaciones de Petrarca entre las que se encuentran un madrigal, seis canzoni y quince sonetos. Las obras muestran un equilibrio de texturas imitativas y homofónicas. Hacen uso de alteraciones estratégicas para aumentar la tensión musical. Nola utiliza a menudo el estilo note nere (notas negras) común en su época. Posteriormente publicó un segundo libro de madrigales escritos para cinco voces y otros dos libros de madrigales se han perdido. También contribuyó con madrigales a antologías, y algunos de sus poemas se publicaron sin música.

### Listado de obras
El corpus completo de las composiciones conservadas de Nola fue editado por L. Cammarota y publicado en 1973.
Sacras
- Liber primus motectorum (Venecia, 1549), a 5 voces, se conserva incompleta.
- Cantiones vulgo motecta appellatae (Venecia, 1575), a 6 voces, perdida.

Seculares
- Canzoni villanesche (Venecia, 1541), único ejemplar conservado en una biblioteca de Polonia.
- Madrigali (Venecia, 1545), a 4 voces.
- Il secondo libro de madrigali (Roma, 1564), a 5 voces, se conserva incompleto.
- Il primo libro delle villanelle alla napolitana (Venecia, 1567), a 3 y 4 voces.
- Il quarto libro di madrigali, a 5 y 6 voces, perdido.
- 5 napolitanas, tres de ellas en tablatura para laúd.
- 15 madrigales publicados o copiados en otros lugares.